# Nexthink
Nexthink est une entreprise suisse spécialisée dans la gestion de l’expérience numérique des employés (DEX, Digital Employee Experience). Fondée en 2004, elle propose aux équipes IT des outils d’analyse en temps réel, d’automatisation et de recueil de feedbacks de la part des collaborateurs afin de superviser et d’améliorer l’environnement de travail numérique.
Nexthink dispose d’un double siège, à Prilly (Lausanne, Suisse) et à Boston (États-Unis). L’entreprise est également implantée dans une dizaine de pays à travers le monde, notamment à Londres, Paris, Francfort, Madrid, Dubaï, Riyad et Bangalore.

## Histoire
Nexthink a été fondée en 2004 à Prilly par Pedro Bados, Patrick Hertzog et Vincent Bieri,. L’entreprise est née de travaux de recherche en intelligence artificielle menés à l’École Polytechnique Fédérale de Lausanne (EPFL),.
En avril 2016, Nexthink a levé 40 millions de dollars lors d’un tour de financement mené par Highland Europe, avec la participation de Waypoint Capital, Auriga Partners et Galeo Ventures.
En décembre 2018, l’entreprise a levé 85 millions de dollars dans un nouveau tour de financement mené par Index Ventures, avec la participation d’investisseurs historiques, de TOP Funds, ainsi que d’Olivier Pomel, cofondateur et PDG de Datadog,,.
En décembre 2020, Nexthink a dépassé les 100 millions de dollars de revenus annuels récurrents (ARR), se positionnant ainsi parmi les entreprises privées proches d’une introduction en bourse,. En février 2021, l’entreprise a levé 180 millions de dollars lors d’un tour de financement de série D, atteignant une valorisation de 1,1 milliard de dollars,. Cet investissement était mené par Permira, avec la participation d’investisseurs historiques tels que Highland Europe et Index Ventures. Cette levée a propulsé Nexthink au rang de licorne, l’une des plus récentes de Suisse romande,.
Début 2024, Nexthink a acquis AppLearn, une entreprise britannique spécialisée dans les services d’adoption numérique, afin de renforcer les capacités de sa plateforme DEX,,.
En juillet de la même année, l’entreprise a été reconnue par Forrester Research comme un Leader dans le domaine de la gestion de l’expérience utilisateur final.
Puis en août, Gartner a désigné Nexthink comme un Leader dans son Magic Quadrant 2024 consacré à l’expérience numérique des employés,.
Enfin, en février 2025, G2 a classé Nexthink parmi les entreprises logicielles les plus performantes en région EMEA dans le cadre de son palmarès 2025 Best Software Awards,.

## Produits
Nexthink propose une plateforme logicielle cloud dédiée au pilotage de l’expérience numérique des employés (DEX). Grâce à des analyses en temps réel, elle permet de suivre des éléments clés tels que les performances des appareils, l’utilisation des applications, la connectivité réseau ou encore l’état de la sécurité, directement depuis les terminaux des utilisateurs.
La solution identifie les problèmes IT spécifiques et applique des correctifs automatisés grâce à ses fonctionnalités d’automatisation et de remédiation.  Pour évaluer l’expérience numérique des employés, l’entreprise calcule des indicateurs spécifiques liés à la DEX. La plateforme peut être intégrée à d’autres logiciels de gestion des services IT (ITSM) ainsi qu’à des solutions de sécurité.
Les organisations l’utilisent pour un large éventail de tâches, notamment le support informatique, la gestion des ressources, les opérations du service desk, la gestion des changements technologiques, ainsi que le suivi des indicateurs de durabilité des systèmes IT.